# Cyrille Adoula
Cyrille Adoula (Leopoldstad, 13 september 1921 - Lausanne, 24 mei 1978) was een Congolese vakbondsman en politicus. Hij was de premier van de Republiek Congo van 2 augustus 1961 tot 30 juni 1964.

## Jeugd en opleiding
Cyrille Adoula zag het levenslicht op 13 september 1921 in Leopoldstad, Belgisch-Congo, als kind van ouders uit de Bangala middenklasse. Hij ging naar een katholieke lagere school en volgde middelbaar onderwijs aan het St. Joseph's Institute, waar hij in 1941 na vijf jaar studie afstudeerde. In dat jaar begon hij te werken als klerk voor verschillende commerciële bedrijven. Hij deed dit tot 1952, toen hij een hoge functie aanvaardde bij de Centrale Bank van Belgisch-Congo, waar hij de eerste Afrikaan was die een belangrijke post bekleedde. In 1948 werd hij lid van de Conseil pour le Travail et la Prevoyance Sociale Indigene.

## Carrière
In 1954 trad Adoula toe tot de Belgische Socialistische Partij en werd vervolgens vertegenwoordiger voor Action Socialiste in Leopoldstad. Hij schreef zich ook in bij de Fédération Générale du Travail de Belgique. Zodra hij een van de belangrijkste Congolese afgevaardigden in de vereniging werd, nam hij ontslag uit zijn bankfunctie en wijdde hij zijn tijd aan politiek. In 1957 woonde hij als adviseur van de Belgische delegatie de Internationale Arbeidsconferentie in Genève bij. Op een conferentie van de Fédération Générale in 1959 lobbyde hij met succes voor de onafhankelijkheid van de Congolese afdeling van de vereniging en werd vervolgens secretaris-generaal van het westelijke hoofdstuk van de nieuwe federatie. In die hoedanigheid reisde hij naar West-Duitsland en Israël om andere vakbondsleden te ontmoeten en werd hij plaatsvervangend commissielid van het Internationaal Congres van Georganiseerde Vakbonden. Hij cultiveerde ook een relatie met AFL-CIO-vakbondsman Irving Brown.

### Toetreding tot de nationale politiek, 1958-1960
In oktober 1958 richtte een groep évolués uit Leopoldstad, waaronder Adoula, Patrice Lumumba, Gaston Diomi Ndongala en Joseph Iléo, de Mouvement National Congolais (MNC) op. Divers in lidmaatschap, zocht de partij vreedzaam de Congolese onafhankelijkheid te bereiken, bevorderde ze de politieke educatie van de bevolking en wilde ze regionalisme elimineren. Adoula werd vicepresident van de partij. Terwijl Lumumba steeds strijdlustiger en nationalistischer werd, bleef Adoula relatief gematigd. In 1959 probeerden hij en Albert Kalonji tevergeefs Lumumba uit de partij te zetten en vormden ze hun eigen factie, MNC-Kalonji.

### Congolese Onafhankelijkheid
Met de onafhankelijkheid van de Republiek Congo in de zomer van 1960 werd Adoula senator in het parlement, die de stad Coquilhatstad vertegenwoordigde. Hoewel hij verkozen werd door de provinciale assemblee van de Evenaarsprovincie met steun van de Parti de l'Unité Nationale, identificeerde hij zich als onafhankelijk. Hij verzocht om zijn lidmaatschap van het Internationaal Congres van Georganiseerde Vakbonden op te schorten zodat hij zich kon wijden aan zijn nieuwe positie. Desalniettemin bleef hij goed verbonden met vakbonden en arbeidsorganisaties. In de eerste zitting van de Senaat op 17 juni 1960 stelde Adoula een resolutie voor die unaniem werd aangenomen en opriep tot het weren van vertegenwoordigers van Zuid-Afrika van de onafhankelijkheidsvieringen van Congo vanwege het apartheidsbeleid van het land. Patrice Lumumba werd premier en bood Adoula een ministeriële positie aan in zijn regering, maar deze weigerde hij te aanvaarden. Adoula uitte zijn ontevredenheid over de uiteindelijke samenstelling van de regering en vertelde Lumumba dat hij fout zat door premier te worden van een kabinet dat zwaar bekritiseerd werd door verschillende kringen.
Kort na de onafhankelijkheid viel Congo in wanorde door de muiterij van het leger en de afscheiding van de provincie Katanga onder Moïse Tshombe, wat resulteerde in de Congocrisis. Adoula nam steeds meer afstand van Lumumba, maar lobbyde voortdurend voor het gebruik van geweld door de Verenigde Naties in de Congo-operatie om de opstand in de uitgeroepen staat Katanga neer te slaan. President Joseph Kasavubu ontsloeg Lumumba in september 1960 en benoemde Iléo tot zijn vervanger, hoewel het parlement weigerde hem te bevestigen. Adoula diende kort als minister van Binnenlandse Zaken onder Iléo. Lumumba werd definitief uit de macht gezet en uiteindelijk gedood in een coup door kolonel Joseph-Désiré Mobutu, die een nieuwe regering installeerde bij Kasavubu. Adoula begon interesse te wekken bij de Central Intelligence Agency (CIA) van de Verenigde Staten als een liberaal, anti-communistisch alternatief voor Lumumba.

### Als premier, 1961-1964

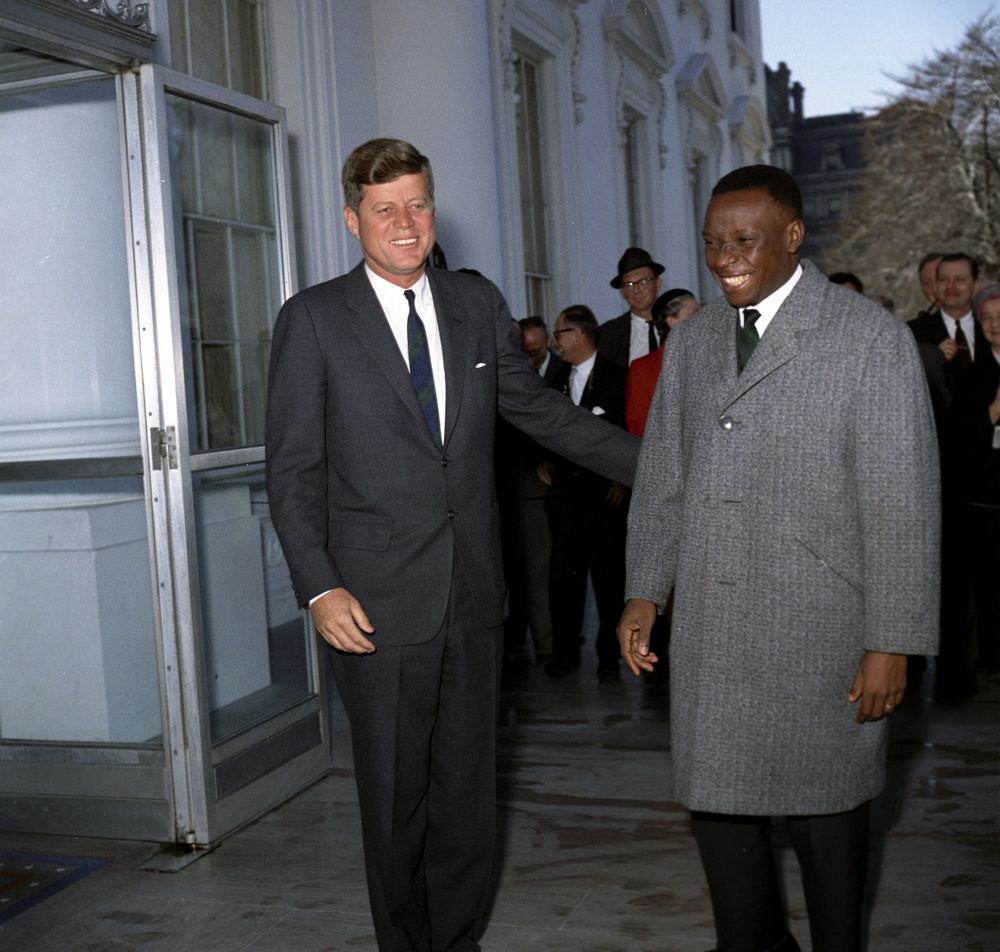
Cyrille Adoula met de Amerikaanse president John F. Kennedy in 1962.

Begin 1961 begon de Verenigde Staten te pleiten voor een door Adoula geleide regering. De Amerikaanse minister van Buitenlandse Zaken Dean Rusk gaf CIA-agenten opdracht ervoor te zorgen dat Adoula de volgende Congolese premier zou worden. De CIA werkte samen met andere westerse inlichtingendiensten om Congolese parlementariërs om te kopen zodat ze Adoula zouden steunen. Op 1 augustus werd Adoula door Kasabvubu aangesteld als formateur van een nieuwe regering. De volgende dag presenteerde hij zijn regering aan het parlement met zichzelf als premier. Net als Lumumba voor hem gaf Adoula zichzelf ook verantwoordelijkheid over het ministerie van nationale defensie. De regering kreeg het vertrouwen van de Kamer, met 121 stemmen voor en geen tegenstemmen, met één onthouding, en de Senaat sprak zijn steun uit via acclamatie.
Adoula slaagde erin zijn kabinet in evenwicht te brengen met veel voormalige Lumumba-aanhangers. Antoine Gizenga werd vicepremier. Toch werd Adoula naarmate zijn ambtstermijn vorderde geconfronteerd met steeds meer oppositie van de nationalistische elementen van MNC-Lumumba en de factie van Antoine Gizenga van de Parti Solidaire Africain. Hij kreeg ook nooit veel populariteit in het hele land. Naarmate 1961 ten einde liep, trokken verschillende sympathisanten van Lumumba zich terug uit de regering van Adoula en ging Gizenga met pensioen in Stanleystad. Gizenga's aanhoudende tegenregering in het oosten vertegenwoordigde de eerste grote uitdaging voor de autoriteit van Adoula. In januari 1962 slaagde Adoula erin Gizenga succesvol te arresteren. Hij verwijderde vervolgens de overgebleven Lumumba-aanhangers uit zijn regering, waarmee hij de grootste politieke kracht in het land buiten de macht hield.
Tijdens zijn inaugurale toespraak na zijn beëdiging verklaarde Adoula dat zijn regering "adequate maatregelen zou nemen om elke regio zichzelf te laten besturen volgens haar eigen diepe aspiraties". Wetgevende inspanningen om dit doel te bereiken begonnen onmiddellijk, maar werden geconfronteerd met hevige oppositie van de Lumumbistische fractie, die vond dat het Katanga-probleem moest worden opgelost voordat er over de verdeling van de provincies kon worden gesproken.

#### Buitenlands beleid
Op internationaal niveau voerde Adoula een beleid van neutraliteit. Op 4 september 1961 woonde hij de 1e Top van de Beweging van Niet-Gebonden Landen in Belgrado bij, wat resulteerde in de oprichting van de Beweging van Niet-Gebonden Landen. Na het einde van de Katangese afscheiding probeerde hij serieus de buitenlandse betrekkingen van Congo te ontwikkelen, met name met andere Afrikaanse staten in een pan-Afrikaans beeld. Als onderdeel hiervan steunde hij de dekolonisatie in zuidelijk Afrika.
Adoula veroordeelde het Portugese bewind in buurland Angola, wat hem gunst opleverde van het Afro-Aziatische blok van niet-gebonden staten. Hij steunde actief de verzetsgroep Frente Nacional de Libertação de Angola (FNLA) gedurende zijn ambtstermijn en stond toe dat deze een basis onderhield in Congo nabij de zuidelijke grens. Dit werd mede toegeschreven aan zijn langdurige persoonlijke vriendschap met FNLA-president Holden Roberto; de twee waren eerder teamgenoten voor het Congolese voetbalteam Daring Club Motema Pembe. Adoula had ook interesse om de steun te winnen van Angolese vluchtelingen in Leopoldstad, die in aantal groeiden na 1961. Bovendien hoopte hij de Portugese koloniale autoriteiten te ondermijnen, die naar verluidt de inspanningen van Tshombe in het midden van 1963 ondersteunden om zijn regering te ontzetten. In november van dat jaar dwong zijn regering een van de grootste rivalen van de FNLA, de Movimento Popular de Libertação de Angola, om zijn kantoren in Leopoldstad te sluiten en zijn leiderschap uit de stad te verdrijven.
Onder Adoula trad Congo toe tot de Pan-Afrikaanse Vrijheidsbeweging voor Oost en Centraal Afrika. Hij stemde ermee in fondsen te verstrekken aan verschillende bevrijdingsbewegingen in Zuidelijk Afrika en regelde de opening van een kantoorgebouw met de naam "Huis van Afrikaanse Nationalisten" in Leopoldstad voor hun gebruik. Ondanks dit kwamen de fondsen nooit beschikbaar en worstelden de bevrijdingsbewegingen met logistiek en organisatie.

#### Poging tot verzoening na afscheiding en communistische opstand
Na de nederlaag van Katanga organiseerde Adoula in april 1963 een nieuwe "Regering van Verzoening".
Vanaf de arrestatie van Gizenga begin 1962 tot de sluiting van het parlement in september 1963, kwam het grootste deel van het verzet dat Adoula van links kreeg in de vorm van obstructieve activiteiten in het wetgevingsproces. In oktober werd het radicale Comité National de Libération (CNL) opgericht in Brazzaville met als doel de regering van Adoula omver te werpen. Tegen december was er een CNL-aangewakkerde opstand ontstaan in de provincie Kwilu. De grotere Simba-opstand van 1964 zag een groot deel van Oost-Congo overrompeld worden door linkse guerrillastrijdkrachten.
Tijdens de aanloop naar nieuwe verkiezingen in de zomer ontstonden er drie nieuwe politieke coalities in het land. Een daarvan was het Rassemblement des démocrates congolaise (RADECO), dat bestond uit 50 kleine organisaties onder leiding van Jacques Massa. Centristisch in ideologie slaagde het er niet in veel populariteit te vergaren. Adoula werd op 14 juni tot president gekozen. Nog steeds niet in staat om de linkse opstanden te beteugelen, werd Adoula gedwongen af te treden door Kasavubu. Vervolgens verliet hij vrijwillig het land.

## Latere leven, 1965-1978

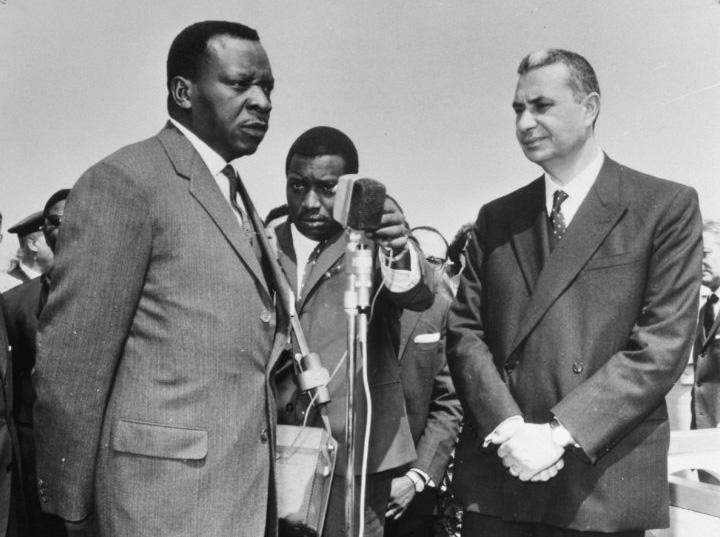
Adoula in 1964

In een nieuwjaarsboodschap aan het begin van 1965 verwierp premier Moise Tshombe, de vervanger van Adoula, verzoening met de rebellen en riep op tot hun totale nederlaag. Adoula was het hier niet mee eens en presenteerde zijn eigen "Afrikaanse Plan" voor Congo in het weekblad Jeune Afrique. Hij benadrukte dat elke langetermijnoplossing voor vrede en stabiliteit input van rebellenleiders vereiste, waarbij hij benadrukte dat hun nederlaag het gebruik van Europese huurlingen zou vereisen, en dat het onderdrukken van hen alleen maar de afhankelijkheid van Congo van externe krachten zou vergroten. Hij beschuldigde ook Tshombe ervan oppositie te antagoniseren en riep op tot de oprichting van een overgangsregering om een regeling zonder hem te overzien. Tshombe reageerde door het conflict aan Adoula toe te schrijven en hem ervan te beschuldigen de centrale regering te verzwakken en het land te balkaniseren door de zes oorspronkelijke provincies in 22 nieuwe te verdelen.
In november 1965 keerde Adoula terug naar Congo nadat Mobutu aan de macht was gekomen. Hij was meegaand ten opzichte van het nieuwe regime van Mobutu en diende als de Congolese ambassadeur in de Verenigde Staten en ambassadeur in België. In 1969 werd hij minister van Buitenlandse Zaken. In mei 1970 nam Mobutu in het kader van de Zairisatie de portefeuille van Adoula over, waarna Abdoula zich terug trok uit de politiek.

## Persoonlijk leven, overtuigingen en dood
Begin 1978 werd Adoula getroffen door een hartaanval en zocht hij behandeling in Lausanne, Zwitserland. Hij overleed uiteindelijk daar op 24 mei als gevolg van zijn ziekte. Adoula was antiklericaal en socialistisch. Hij stond publiekelijk bekend om zijn geloof in het socialisme, maar het was niet-marxistisch van aard; hij was anti-communistisch. In de meeste geschiedenisboeken wordt Adoula afgeschilderd als een zwakke, ineffectieve premier en een vazal van de regering van de Verenigde Staten.